# ينغتان
ينغتان (بالصينية: 鹰潭市 )‏ هي مدينة على مستوى محافظة، في جمهورية الصين الشعبية، تتبع جيانغشي، تبلغ مساحتها 3,554 كيلومتر مربع، رمزها البريدي هو 335000.

## التقسيمات الإدارية
- Yuehu, Yingtan [الإنجليزية]‏
- Yujiang, Yingtan [الإنجليزية]‏
- جويكسي  [لغات أخرى]‏.